# Pardiglanis tarabinii
Pardiglanis tarabinii är en fiskart som beskrevs av Poll, Lanza och Romoli Sassi 1972. Pardiglanis tarabinii ingår i släktet Pardiglanis och familjen Claroteidae. IUCN kategoriserar arten globalt som otillräckligt studerad. Inga underarter finns listade i Catalogue of Life.